# アローキャリー
アローキャリー（欧字名:Arrow Carry、1999年3月1日 - 2006年1月5日）は、日本の競走馬、繁殖牝馬。
主な勝ち鞍は、2002年の桜花賞（GI）。

## 生涯

### デビューまで
母アロールーシーは、1991年に北海道静内町の矢野牧場で生産されたサンキリコの産駒。美浦トレーニングセンターの新関力厩舎にて競走馬デビューし、桐花賞（500万円以下）など5戦2勝を挙げた。引退後は、生まれ故郷の矢野牧場で繁殖牝馬となり、1996年に初仔を生産。1999年、4年目の種付けでは、矢野牧場主である矢野秀春が主導するジェイエスが仲介を担当し、リース種牡馬として日本に来ていたラストタイクーンと交配した。
1999年3月1日、アロールーシーの3番仔として鹿毛の牝馬（後のアローキャリー）が誕生。牧場での仔は、矢野によれば「当歳の頃の印象といっても、特に記憶に残るようなことはなかったなあ」と振り返っている。仔は、ラストタイクーンに内国産馬の牝系、そして牝馬であるために、セリに出場させても買い手がつかないと考えて、矢野自身が所有した。芝向きの血統ゆえに、将来的に芝の多い日本中央競馬会（JRA）の競走に出走させたかったが、まずは、ホッカイドウ競馬の北川數男厩舎に入厩。当時存続の危機にあったホッカイドウ競馬の救援や、JRAよりも劣る相手のために楽に勝ち上がれると考えたためであった。

### 競走馬時代
2001年5月9日、札幌競馬場のフレッシュチャレンジでデビューし2着。2戦目のフレッシュチャレンジで初勝利を挙げJRA認定馬となる。その後札幌、旭川競馬場での2戦は、いずれも3着敗退。続いてホッカイドウ所属の身で、JRA開催の札幌競馬場・2歳500万円以下（芝1000メートル）に出走。後方に3馬身半差をつけて2勝目、走破タイム57.2秒は、札幌芝1000mの2歳コースレコードであった。旭川競馬場の重賞・フローラルカップは1番人気に支持されるも13着敗退、再びJRAに参戦したすずらん賞では、初めてJRA所属馬と戦い3着となった。
その後は、JRAに移籍し、栗東トレーニングセンターの山内研二厩舎に転厩。12月2日、阪神ジュベナイルフィリーズ（GI）に参戦。短期免許で来日中のキーレン・ファロンが騎乗した。逃げたが、直線でタムロチェリーに半馬身かわされ2着となった。そこから中1週で出走したフェアリーステークス（GIII）では1番人気に推されたが、4着。
3歳となった2002年は、エルフィンステークス（OP）から始動し2着したが、続くアネモネステークス（OP）は8着に敗れた。

4月7日、桜花賞（GI）に出走、山内は、レース1週間前に池添謙一に騎乗依頼を行った。同じ山内厩舎からは、フィリーズレビュー（GII）を制したサクセスビューティが出走しており、山内は池添に対し、これまでの逃げ作戦ではなく「サクセスビューティの後ろについていけ」と指示。当日は、サクセスビューティが単勝3番人気、アローキャリーは13番人気だった。
スタートからサクセスビューティが逃げ、アローキャリーは指示通りその直後に位置した。直線では、サクセスビューティの脚が鈍って後退、9番人気のヘルスウォールが一時先頭に代わったが、アローキャリーがサクセスビューティの背後から外に持ち出して追い上げた。坂の終わりで先頭に立ち、大外から脚を伸ばした後続に1馬身4分の1差をつけて先頭で入線した。重賞およびGI初勝利、地方競馬出身馬としては1994年のオグリローマン以来史上2頭目の勝利であった。また、池添、矢野秀春、矢野牧場にとっても初のGIタイトルであった。池添は、入線後にガッツポーズを繰り返し、引き揚げて下馬する際には「涙で目が真っ赤に腫れていたほどの感激ぶり」（優駿編集部）であった。同厩舎の人気薄の勝利に山内は「なんとも言えない気持ちですね。まさか、という感じで....」としている。2着は単勝7番人気ブルーリッジリバーが入り、馬番連勝は、85番人気の3万4440円という万馬券になった。
山内は、適性はマイルにあるとして、優駿牝馬（オークス）（GI）には出走せずに放牧。フロンティアスタッド、カタオカステーブルで夏休みを過ごし、秋は秋華賞を目標としていた。ローズステークス（GII）で再始動し最下位。それから秋華賞には出走せず、ほか4戦するもいずれも下位、マイルチャンピオンシップ（GI）出走を最後に引退し、競走馬登録を抹消した。

### 繁殖牝馬時代
引退後は、故郷の矢野牧場に戻り繁殖牝馬となった。初年度はブライアンズタイム、2年目はシンボリクリスエスの仔を生産。3年目にはダンスインザダークの仔を出産する予定であったが、2006年1月5日に心臓麻痺により、7歳で死亡した。

## 競走成績
以下の内容は、netkeiba.comおよびJBISサーチ の情報に基づく。
| 競走日 | 競走日 | 競走日 | 競馬場     | 競走名               | 格   | 距離（馬場）  | 頭 数 | 枠 番 | 馬 番 | オッズ （人気） | 着順 | タイム （上がり3F） | 着差 | 騎手       | 斤量 [kg] | 1着馬（2着馬）         | 馬体重 [kg] |
| ------ | ------ | ------ | ---------- | -------------------- | ---- | ------------- | ----- | ----- | ----- | --------------- | ---- | ------------------- | ---- | ---------- | --------- | ---------------------- | ----------- |
| 2001.  | 05.    | 09     | 札幌（地） | フレッシュチャレンジ |      | ダ1000m（良） | 11    | 2     | 2     | 0000-（5人）    | 02着 | 1.02.9              | 0.1  | 斉藤正弘   | 53        | ミサトシェイヴ         | 460         |
|        | 05.    | 17     | 札幌（地） | フレッシュチャレンジ |      | ダ1000m（良） | 11    | 2     | 2     | 000-0（3人）    | 01着 | 1.01.9              | 0.2  | 井上俊彦   | 53        | （ラヴァリージェニオ） | 454         |
|        | 06.    | 12     | 札幌（地） | オープン             |      | ダ1000m（良） | 11    | 3     | 3     | 000-0（2人）    | 03着 | 1.01.9              | 0.3  | 井上俊彦   | 53        | ウィンメッセージ       | 458         |
|        | 07.    | 19     | 旭川       | サマーチャレンジ1    |      | ダ1000m（稍） | 12    | 7     | 9     | 000-0（2人）    | 03着 | 1.02.1              | 0.3  | 千葉津代士 | 53        | ツギタテギャル         | 462         |
|        | 08.    | 11     | 札幌       | 500万下              |      | 芝1000m（良） | 13    | 3     | 3     | 005.00（3人）   | 01着 | R0057.2（34.3）     | 0.6  | 井上俊彦   | 53        | （ラヴァリープローブ） | 452         |
|        | 09.    | 06     | 旭川       | フローラルカップ     | H3   | ダ1600m（良） | 14    | 2     | 2     | 000-0（1人）    | 13着 | 1.51.4              | 3.7  | 井上俊彦   | 53        | トヤママズル           | 466         |
|        | 09.    | 23     | 札幌       | すずらん賞           | OP   | 芝1600m（良） | 13    | 3     | 3     | 006.20（4人）   | 03着 | 01.10.2 （36.1）    | 0.1  | 井上俊彦   | 54        | キタサンヒボタン       | 452         |
|        | 12.    | 02     | 阪神       | 阪神ジュベナイルF    | GI   | 芝1600m（良） | 18    | 1     | 2     | 042.90（9人）   | 02着 | 01.35.2 （35.8）    | 0.1  | K.ファロン | 54        | タムロチェリー         | 450         |
|        | 12.    | 16     | 中山       | フェアリーS          | GIII | 芝1200m（良） | 16    | 6     | 11    | 004.10（1人）   | 04着 | 01.08.4 （35.7）    | 0.6  | 蛯名正義   | 54        | サーガノヴェル         | 446         |
| 2002.  | 02.    | 02     | 京都       | エルフィンS          | OP   | 芝1600m（良） | 12    | 6     | 7     | 003.00（2人）   | 02着 | 01.35.6 （35.8）    | ハナ | 藤田伸二   | 54        | チャペルコンサート     | 444         |
|        | 03.    | 09     | 中山       | アネモネS            | OP   | 芝1600m（良） | 15    | 7     | 12    | 002.30（1人）   | 08着 | 01.35.5 （38.5）    | 1.1  | O.ペリエ   | 54        | サンターナズソング     | 442         |
|        | 04.    | 07     | 阪神       | 桜花賞               | GI   | 芝1600m（良） | 18    | 7     | 15    | 042.9（13人）   | 01着 | 01.34.3 （35.6）    | 0.2  | 池添謙一   | 55        | （ブルーリッジリバー） | 442         |
|        | 09.    | 15     | 阪神       | ローズS              | GII  | 芝2000m（良） | 16    | 8     | 16    | 022.90（5人）   | 16着 | 02.03.6 （38.2）    | 3.5  | 四位洋文   | 54        | ファインモーション     | 454         |
|        | 09.    | 28     | 阪神       | ポートアイランドS    | OP   | 芝1600m（良） | 10    | 1     | 1     | 012.20（3人）   | 07着 | 01.34.1 （36.0）    | 0.9  | 村本善之   | 54        | モノポライザー         | 450         |
|        | 10.    | 26     | 京都       | スワンS              | GII  | 芝1400m（良） | 18    | 7     | 14    | 077.3（12人）   | 08着 | 01.21.2 （34.6）    | 1.4  | 池添謙一   | 55        | ショウナンカンプ       | 454         |
|        | 11.    | 17     | 京都       | マイルチャンピオンS  | GI   | 芝1600m（良） | 18    | 8     | 17    | 122.0（18人）   | 18着 | 01.36.3 （38.2）    | 3.5  | 熊沢重文   | 54        | トウカイポイント       | 456         |

- 札幌競馬場の（地）は地方競馬開催。

## 繁殖成績
|       | 生年   | 馬名             | 性 | 毛色   | 父                 | 戦績    | 主な成績                                                            | 供用     | 出典   |
| ----- | ------ | ---------------- | -- | ------ | ------------------ | ------- | ------------------------------------------------------------------- | -------- | ------ |
| 初仔  | 2004年 | アロープラネット | 牝 | 青鹿毛 | ブライアンズタイム | 9戦1勝  |                                                                     | 繁殖牝馬 | [ 16 ] |
| 2番仔 | 2005年 | ランチボックス   | 牡 | 鹿毛   | シンボリクリスエス | 35戦3勝 | 2007年:すずらん賞（OP）3着 2010年:斑鳩ステークス（1600万円以下）1着 | 抹消     | [ 17 ] |
|       | 2006年 | 母体内死亡       |    |        | ダンスインザダーク |         |                                                                     |          | [ 14 ] |

## 血統表
| アローキャリーの血統                       | アローキャリーの血統                                 | アローキャリーの血統                                 | （血統表の出典）                                     | （血統表の出典）          |
| 父系                                       | ノーザンダンサー系                                   | ノーザンダンサー系                                   | ノーザンダンサー系                                   | [ § 2 ]                   |
| 父 *ラストタイクーン Last Tycoon 1983 鹿毛 | 父の父*トライマイベスト Try My Best 1975 鹿毛        | Northern Dancer                                      | Nearctic                                             | Nearctic                  |
| 父 *ラストタイクーン Last Tycoon 1983 鹿毛 | 父の父*トライマイベスト Try My Best 1975 鹿毛        | Northern Dancer                                      | Natalma                                              |                           |
| 父 *ラストタイクーン Last Tycoon 1983 鹿毛 | 父の父*トライマイベスト Try My Best 1975 鹿毛        | Sex Appeal                                           | Buckpasser                                           | Buckpasser                |
| 父 *ラストタイクーン Last Tycoon 1983 鹿毛 | 父の父*トライマイベスト Try My Best 1975 鹿毛        | Sex Appeal                                           | Best in Show                                         |                           |
| 父 *ラストタイクーン Last Tycoon 1983 鹿毛 | 父の母Mill Princess 1977 鹿毛                        | Mill Reef                                            | Never Bend                                           | Never Bend                |
| 父 *ラストタイクーン Last Tycoon 1983 鹿毛 | 父の母Mill Princess 1977 鹿毛                        | Mill Reef                                            | Milan Mill                                           |                           |
| 父 *ラストタイクーン Last Tycoon 1983 鹿毛 | 父の母Mill Princess 1977 鹿毛                        | Irish Lass                                           | Sayajirao                                            | Sayajirao                 |
| 父 *ラストタイクーン Last Tycoon 1983 鹿毛 | 父の母Mill Princess 1977 鹿毛                        | Irish Lass                                           | Scollata                                             |                           |
| 母 アロールーシー 1991 鹿毛                | 母の父*サンキリコ Sanquirico 1985 黒鹿毛             | *リイフォー Lypheor                                  | Lyphard                                              | Lyphard                   |
| 母 アロールーシー 1991 鹿毛                | 母の父*サンキリコ Sanquirico 1985 黒鹿毛             | *リイフォー Lypheor                                  | Klaizia                                              |                           |
| 母 アロールーシー 1991 鹿毛                | 母の父*サンキリコ Sanquirico 1985 黒鹿毛             | Nell's Briquette                                     | Lanyon                                               | Lanyon                    |
| 母 アロールーシー 1991 鹿毛                | 母の父*サンキリコ Sanquirico 1985 黒鹿毛             | Nell's Briquette                                     | Double's Nell                                        |                           |
| 母 アロールーシー 1991 鹿毛                | 母の母ソーミュール 1981 黒鹿毛                       | アローエクスプレス                                   | *スパニッシュイクスプレス                            | *スパニッシュイクスプレス |
| 母 アロールーシー 1991 鹿毛                | 母の母ソーミュール 1981 黒鹿毛                       | アローエクスプレス                                   | *ソーダストリーム                                    |                           |
| 母 アロールーシー 1991 鹿毛                | 母の母ソーミュール 1981 黒鹿毛                       | マーキュリーアロー                                   | *ミンシオ                                            | *ミンシオ                 |
| 母 アロールーシー 1991 鹿毛                | 母の母ソーミュール 1981 黒鹿毛                       | マーキュリーアロー                                   | ストレートアロー                                     |                           |
| 母系(F-No.)                                | ストレイトビツド(IRE) 系(FN:21-a)                    | ストレイトビツド(IRE) 系(FN:21-a)                    | ストレイトビツド(IRE) 系(FN:21-a)                    | [ § 3 ]                   |
| 5代内の近親交配                            | Northern Dancer 3x5=15.63%、Nearco 5･5（父内）=6.25% | Northern Dancer 3x5=15.63%、Nearco 5･5（父内）=6.25% | Northern Dancer 3x5=15.63%、Nearco 5･5（父内）=6.25% | [ § 4 ]                   |
| 出典                                       | 1. 2. 3. 4.                                          | 1. 2. 3. 4.                                          | 1. 2. 3. 4.                                          | 1. 2. 3. 4.               |